# Liste der slowakischen Abgeordneten zum EU-Parlament (2019–2024)
Die Liste der slowakischen Abgeordneten zum EU-Parlament (2019–2024) listet alle slowakischen Mitglieder des 9. Europäischen Parlaments nach der Europawahl in der Slowakei 2019 auf.

## Aktuelle Mandatsstärke der Parteien
| Nationale Partei                     | Fraktion | Mandate |
| ------------------------------------ | -------- | ------- |
| Progresívne Slovensko                | RE       | 02      |
| parteilos                            | EVP      | 01      |
| Kresťanskodemokratické hnutie        | EVP      | 01+1    |
| parteilos                            | RE       | 02      |
| Sloboda a Solidarita                 | EKR      | 01      |
| SLOVENSKO                            | EVP      | 01      |
| parteilos                            | S&D      | 01      |
| Slovenský PATRIOT                    | NI       | 01      |
| Hnutie Republika                     | NI       | 01      |
| Smer – slovenská sociálna demokracia | NI       | 02      |
| SUMME                                |          | 13+1    |

## Abgeordnete
| Bild | Name                     | geb. | MEP seit      | Partei            | Fraktion | Kommentar                                                                |
| ---- | ------------------------ | ---- | ------------- | ----------------- | -------- | ------------------------------------------------------------------------ |
|      | Monika Beňová            | 1968 | 2. Juli 2019  | Smer              | NI       | bis zum 18. Oktober 2023 S&D-Fraktion                                    |
|      | Vladimír Bilčík          | 1975 | 2. Juli 2019  | parteilos         | EVP      | gewählt für Spolu – občianska demokracia                                 |
|      | Miroslav Číž             | 1954 | 2. Juli 2019  | Smer              | S&D      | am 29. Dezember 2022 verstorben                                          |
|      | Robert Hajšel            | 1967 | 2. Juli 2019  | parteilos         | S&D      | gewählt für Smer – slovenská sociálna demokracia                         |
|      | Martin Hojsík            | 1977 | 2. Juli 2019  | PS                | RE       |                                                                          |
|      | Eugen Jurzyca            | 1958 | 2. Juli 2019  | SaS               | EKR      |                                                                          |
|      | Miriam Lexmann           | 1973 | 1. Feb. 2020  | KDH               | EVP      |                                                                          |
|      | Jozef Mihál              | 1965 | 26. Okt. 2023 | parteilos         | RE       | nachgerückt für Michal Šimečka; gewählt für Spolu – občianska demokracia |
|      | Katarína Neveďalová      | 1982 | 30. Dez. 2022 | Smer              | NI       | nachgerückt für Miroslav Číž; bis zum 18. Oktober 2023 S&D-Fraktion      |
|      | Lucia Ďuriš Nicholsonová | 1976 | 2. Juli 2019  | parteilos         | RE       | gewählt für SaS                                                          |
|      | Peter Pollák             | 1973 | 2. Juli 2019  | SLOVENSKO         | EVP      |                                                                          |
|      | Miroslav Radačovský      | 1953 | 2. Juli 2019  | Slovenský PATRIOT | NI       | gewählt für ĽSNS                                                         |
|      | Michal Šimečka           | 1984 | 2. Juli 2019  | PS                | RE       | am 24. Oktober 2023 ausgeschieden                                        |
|      | Ivan Štefanec            | 1961 | 2. Juli 2019  | KDH               | EVP      |                                                                          |
|      | Milan Uhrík              | 1984 | 2. Juli 2019  | Hnutie Republika  | NI       | gewählt für ĽSNS                                                         |
|      | Michal Wiezik            | 1979 | 2. Juli 2019  | PS                | RE       | gewählt für Spolu – občianska demokracia                                 |